# 新左翼

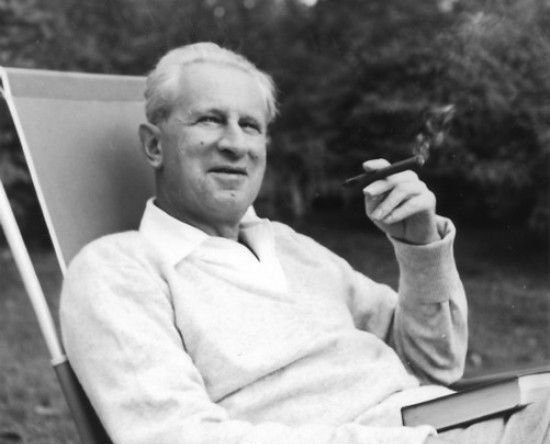
新左翼の父とされるヘルベルト・マルクーゼ

新左翼（しんさよく、ニューレフト、英語: New Left）は、第二次世界大戦後の1960年代に欧米や日本などの先進国において、主に大学生や青年労働者らによって構成された革命を志向する左翼的な政治運動、政治勢力のこと。

## 概要
この呼称は元々英国でニューレフト・レビューを発行していたグレートブリテン共産党の左派に由来する。旧来の共産党や社会民主主義政党について、権力にしがみつき戦わない左翼である既成左翼として批判し、それらの議会政治左翼とは異なり、自らは戦闘的左翼または革命的左翼であるして、急進的な革命を志向し過激な直接行動に出たため、「新左翼」と呼ばれた。
これらの基本的イデオロギーとしては反パターナリズムに基づく反共産党、反帝国主義、反スターリン主義（反帝反スタ）、アナキズム（プルードン主義、バクーニン主義、クロポトキン主義、アナルコ・サンディカリスム）、マルクス主義（トロツキズム）、毛沢東主義、アイデンティティ政治（戦争責任問題、人種・民族問題、男女差別問題などマイノリティー擁護マジョリティ糾弾）、エコロジーなどが柱となっている。

## 各国の新左翼

### アメリカ合衆国
アメリカでは1960年代後半からベトナム反戦運動が盛り上がり、公民権運動は学生非暴力調整委員会（SNCC）やブラックパンサー党の登場で急進化した。1968年にはニューヨークのコロンビア大学をはじめとする多くの大学が急進派の学生に封鎖され、非暴力による黒人解放運動を指導していたマーティン・ルーサー・キング・ジュニア牧師が暗殺されると全米でいっせいに黒人による暴動が発生した。

### ドイツ
ドイツにおいても他の西側諸国同様、1960年代に新左翼による運動が盛り上がった。同国における新左翼は議会外反対派（APO）を形成して議会の外からの政治的圧力を高める手法を採ったが、特にドイツ社会民主党（SPD）の青年組織であった社会主義ドイツ学生同盟（SDS）の影響力が大きいと言える。
ドイツにおける新左翼の問題意識は、非ナチ化が不徹底に終わったために政府や大企業の要職に元ナチ党員が居座る当時の社会状況、また冷戦の最前線にあって核問題や再軍備といった切迫した戦争への危機感が運動の下地になっており、実際に新左翼が参加した軍縮・平和を求めるイースター行進運動は年を追うごとに参加者が増加。1968年には30万人近い人々が参加する運動になった。
また1968年にはキージンガー政権（キージンガー自身も元ナチ党員という経歴を持つ）が提出した緊急事態法に対する反対運動が起き、同年5月11日に行われた星状行進には約10万人が参加し議会外反対派として最大の運動になるが、5月30日には議会で緊急事態法が成立したことで阻止に失敗。以後多くの労働組合がAPOから手を引いたことや学生運動の衰退もあり、同国での新左翼による社会運動は一つの区切りを迎えた。
ドイツではルディ・ドゥチュケが指導し、ドイツ赤軍（バーダー・マインホーフ・グルッペ）などが1970年代の後半には「ドイツの秋」と呼ばれる一連のテロ事件を起こしたが、1980年代には当局の弾圧もあり下火になり、ドイツ赤軍は1998年には解散を宣言した。